# Tema de Juego de Tronos
El tema de «Juego de Tronos» (también aparecido como Game of Thrones Theme o Game of Thrones Main Title Theme) es el tema musical de la serie de fantasía Game of Thrones, emitida por HBO y adaptación de la saga de novelas de Canción de Hielo y Fuego, escrita por el estadounidense George R. R. Martin, y que da trasfondo a los créditos iniciales de cada episodio. Fue compuesta en 2011 por el músico y compositor Ramin Djawadi, encargado de la banda sonora de la serie, creación de David Benioff y D. B. Weiss.

## Composición
Ramin Djawadi empezó a componer la música de la serie después de ver los dos primeros episodios de la serie que le enviaron los directores David Benioff y D. B. Weiss, y de discutir con ellos los conceptos de la serie. Según Djawadi, los creadores de la serie querían que el tema del título principal tratara de un viaje, ya que hay muchos lugares y personajes en la serie y la narración implica muchos cambios de escenario. Después de que le mostraran a Djawadi una secuencia de título animada preliminar de Juego de Tronos en la que todavía estaban trabajando los artistas de efectos visuales, se inspiró para escribir la pieza. Dijo que empezó a tararear lo que se convertiría en la melodía del tema en el coche después de ver los efectos visuales de la secuencia del título, y concibió la idea del tema en el viaje de vuelta a su estudio. El tema musical terminado se presentó al productor tres días después.
Djawadi dijo que pretendía captar la impresión general de la serie con la melodía del tema. El violonchelo tiene una gran importancia, ya que Benioff y Weiss querían evitar las flautas o las voces solistas que se encuentran en muchas otras producciones del género de la fantasía para dar al programa un sonido distintivo, y Djawadi eligió el violonchelo como instrumento principal para la música porque pensaba que tenía un "sonido más oscuro" que encajaba con la serie.
Djawadi comenzó con un riff y construyó el tema principal en torno a él. La melodía comienza con el riff tocado en las cuerdas en una tonalidad menor, y luego cambia a una tonalidad mayor después de 2 compases, y vuelve a ser menor. Djawadi dijo que quería reflejar las "puñaladas por la espalda y la conspiración" y la imprevisibilidad de la serie: "... pensé que sería genial hacer la misma obra con la música. Así que, aunque la mayor parte de la pieza está en menor, hay un pequeño matiz de mayor en el que cambia y luego vuelve a cambiar". La melodía principal se introduce con el violonchelo, al que se une después un violín solista que puede sugerir una interacción entre diferentes personajes. La melodía se repite entonces con toda la orquesta. La siguiente sección introduce un cambio en la melodía, que Djawadi describe como "una sensación de aventura", y continúa con una repetición en la que participa un coro de veinte voces femeninas, grabado en Praga (República Checa), al igual que las partes instrumentales. El tema del título termina con una combinación de dulcémele y kantele, que produce una "cualidad brillante" en su sonido que Djawadi pensó que daría una sensación de misterio y anticipación para el episodio.
La música del título se repite como tema global en las bandas sonoras de la serie. Puede sonar ocasionalmente por sí sola en fragmentos, a veces como parte del tema de personajes individuales o en combinación con otras piezas musicales, y también puede sonar en grandes secciones durante escenas especialmente importantes.

## Versiones y parodias
El tema principal de Juego de Tronos ha inspirado muchos homenajes y versiones, incluyendo una interpretación de la banda de electropop Chvrches. La letra se añadió por primera vez en 2014, cuando "Weird Al" Yankovic interpretó una versión paródica durante la 66.ª edición de los premios Primetime Emmy. En marzo de 2015, FORTE añadió una letra basada en el texto del alto valyrio para una interpretación operística y un vídeo musical. Algunas de las versiones y parodias mencionadas por los medios de comunicación incluyen:
- una versión de violonchelo eléctrico y acústico por la violonchelista nominada al Grammy Tina Guo,
- una versión para violín a cargo de Jason Yang,[10]
- una versión en metal de Roger Lima,[11]
- una versión de arpa eléctrica a dúo por las "Harp Twins", Camille y Kennerly Kitt,[12]
- una remezcla de "8 bits" al estilo de la música de los primeros videojuegos,[13]
- una interpretación con el ruido de las disqueteras,[14]
- un dúo de violín y voz de Lindsey Stirling y Peter Hollens,[15]
- una versión para violonchelo de Break of Reality,[16]
- una versión para violonchelo de 2Cellos,[17]
- una interpretación de ska por Pannonia Allstars Ska Orchestra,[18]
- una versión de música de cámara de Aston,[19]
- una interpretación de Ragtime para piano de Jonny May,[20]
- una parodia coral utilizada en dos episodios de South Park, con una letra únicamente sobre "salchichas" (eufemismo para el pene),[21]
- una elaborada parodia del inicio de un episodio de 2012 de Los Simpson, "Exit Through the Kwik-E-Mart",[21]
- una versión vocal interpretada por el músico y cantante francés Luc Arbogast.[22] La canción alcanzó el número 125 de la lista de ventas de singles francesa en 2014 y permaneció una semana en ella.[23]
- una parodia interpretada por "Weird Al" Yankovic en los premios Emmy de 2014,[24]
- una versión para orquesta interpretada en Illich Steel and Iron Works por la orquesta de Mariúpol (Ucrania) "Renaissance",
- una remezcla realizada por Armin van Buuren, KSHMR y The Golden Army,[25]
- una versión bluegrass interpretada por la banda de Tennessee Flatt Lonesome para la emisora de radio SirusXM.[26]
- En 2017, la banda canadiense Barenaked Ladies abrió y cerró su medley/parodia de música popular de final de espectáculo con el tema de Juego de Tronos, con el cantante principal Ed Robertson añadiendo la letra "Horses - tits and horses [repetido] and some dong!", burlándose del contenido de la serie.
- En 2019, la banda estadounidense Our Last Night versionó la canción con un tema post-hardcore.
- En 2019, el creador de Juego de Tronos Dan Weiss, Tom Morello de Audioslave y Rage Against The Machine, Scott Ian de Anthrax, Nuno Bettencourt de Extreme, Brad Paisley y el compositor de Juego de Tronos Ramin Djawadi versionaron la canción con guitarras Fender. Scott Ian tocó el ritmo y los demás guitarristas tuvieron la posibilidad de improvisar sus solos en la canción.[27]

## Créditos y personal
- Ramin Djawadi - compositor, artista principal, productor[28]
- David Benioff - notas de presentación
- D.B. Weiss - notas de presentación